# Puchar Ameryki Południowej w narciarstwie alpejskim 2024
Sezon 2024 Pucharu Ameryki Południowej w narciarstwie alpejskim rozpoczął się 4 sierpnia 2024 r. w argentyńskim Chapelco, natomiast ostatnie zawody z cyklu zostały rozegrane 27 września tego samego roku w chilijskim ośrodku narciarskim Corralco. Łącznie zorganizowano 19 konkursów dla kobiet i mężczyzn.

## Puchar Ameryki Południowej w narciarstwie alpejskim kobiet
Wśród kobiet Pucharu Ameryki Południowej z sezonu 2023 broniła Chilijka Matilde Schwencke. Tym razem zwyciężyła Brytyjka Giselle Gorringe.
W poszczególnych klasyfikacjach triumfowały:
- zjazd:  Tereza Nová
- supergigant:  Jordina Caminal Santure
- gigant:  Francesca Baruzzi Farriol
- slalom:  Giselle Gorringe

## Puchar Ameryki Południowej w narciarstwie alpejskim mężczyzn
Wśród mężczyzn Pucharu Ameryki Południowej z sezonu 2023 bronił Argentyńczyk Tomás Birkner de Miguel. Tym razem zwyciężył jego rodak Tiziano Gravier.
W poszczególnych klasyfikacjach triumfowali:
- zjazd:  Mattia Cason
- supergigant:  Tristan Lane
- gigant:  Tiziano Gravier
- slalom:  Richard Leitgeb